# Principado de Eschaumburgo-Lipa
Eschaumburgo-Lipa (em alemão: Schaumburg-Lippe) foi um pequeno estado da Alemanha, localizado no território do atual estado federado da Baixa Saxónia, que tinha como capital a cidade de Buckeburgo. Com o falecimento de Guilherme de Eschaumburgo-Lipa, ocorrida em 1777, a linha dinástica Eschaumburgo-Lipa-Alverdissen herdou o condado, reunificando Eschaumburgo-Lipa com Lipa-Alverdissen.
Eschaumburgo-Lipa nasceu com a elevação do condado homônimo para principado soberano da Confederação do Reno em 1807. Esta situação manteve-se até à Revolução Alemã de 1918, que redundou na abolição das monarquias germânicas, passando então a designar-se por Estado Livre de Eschaumburgo-Lipa e adoptando a forma de uma república parlamentar. Enquanto unidade política autónoma, Eschaumburgo-Lipa sobreviveu até 1946, ano que as autoridades de ocupação aliadas dissolveram o estado e o integraram na novo estado federal da Baixa Saxónia.

## Príncipes de Eschaumburgo-Lipa (1807–1918)
- Jorge Guilherme de Eschaumburgo-Lipa (r. 1807–1860)
- Adolfo I de Eschaumburgo-Lipa (r. 1860–1893)
- Jorge de Eschaumburgo-Lipa (r. 1893–1911)
- Adolfo II de Eschaumburgo-Lipa (r. 1911–1918)

### Herdeiros da Casa de Eschaumburgo-Lipa, no período pós-monarquia
- Adolfo II de Eschaumburgo-Lipa (r. 1918–1936)
- Volrado de Eschaumburgo-Lipa (1936–1962)
- Filipe-Ernesto de Eschaumburgo-Lipa (1962–2003)
- Alexandre de Eschaumburgo-Lipa (2003–presente)
  - (O herdeiro aparente é Henrique-Donato, príncipe hereditário de Eschaumburgo-Lipa, nascido em 1994.)